# 佐藤健 (ジャーナリスト)
佐藤 健（さとう けん、1942年（昭和17年）11月11日 - 2002年（平成15年）12月28日）は、日本のジャーナリスト、僧侶。元毎日新聞社記者。

## 略歴
群馬県に生まれる。法政大学社会学部を卒業し、毎日新聞社に入社する。毎日グラフ、毎日新聞学芸部、同社会部、サンデー毎日編集部を経て、毎日新聞編集局編集委員（専門編集委員）に就任する。1976年（昭和51年）毎日新聞社の長期企画「宗教を現代に問う」（同年、第24回菊池寛賞を受賞）にスタッフとして参加したのを機に仏教を独学。臨済宗妙心寺派の僧となり「新聞記者が雲水になってみた」、「ルポ仏教」などのルポルタージュを発表。その後もインド、チベット、中国、東南アジアでの長期取材を続け、仏教を中心としたアジアの文化の諸相についての多数のルポルタージュ、著作を発表した。
2002年（平成15年）9月、食道の末期がんと診断され東京大学附属病院に入院。病床で自らの死と向き合い、どう生きるのかを問い、同病の人たちと交流した日々の体験を「生きる者の記録」と題して、同年12月3日付の『毎日新聞』朝刊から連載。大きな反響を呼んだ。没後、『生きる者の記録　佐藤健』として刊行された。2003年（平成15年）9月26日、毎日新聞「生きる者の記録取材班」との連名で、第3回石橋湛山記念早稲田ジャーナリズム大賞（文化貢献部門）を受賞。

## 著作
- 「プクタル・ムネ寺調査」『第三回高野山大学チベット仏教文化調査団報告書』チベット仏教文化研究会、62-67ページ、1980年。
- 『マンダラ探検 : チベット仏教踏査』人文書院、1981年、中公文庫　1988年 
高野山大学によるラダック地方の仏教文化調査「ラダック・ザンスカール仏教文化調査隊」（隊長 : 松長有慶）に参加した際の旅行記。
- 『ルポ仏教 : 雲水になった新聞記者』佼成出版社、1986年
- 『南伝仏教の旅 : 近代化する東南アジアの中の宗教』　中公新書、1989年
- 『ルポ空海』佼成出版社、1990年
- 『東欧見聞録 : 民主化の嵐のあとで』毎日新聞社、1991年
- 『イチロー物語』毎日新聞社1995年、中公文庫1998年、新編2001年
- 『イチロー : 進化する天才の軌跡』　火の鳥人物文庫・講談社、 2000年
- 『阿弥陀が来た道 : 百年目の大谷探検隊』毎日新聞社、2003年
- 『生きる者の記録 佐藤健』（佐藤健と取材班著） 毎日新聞社、2003年（ISBN 4-620-31625-3）